# Joachim Seelig

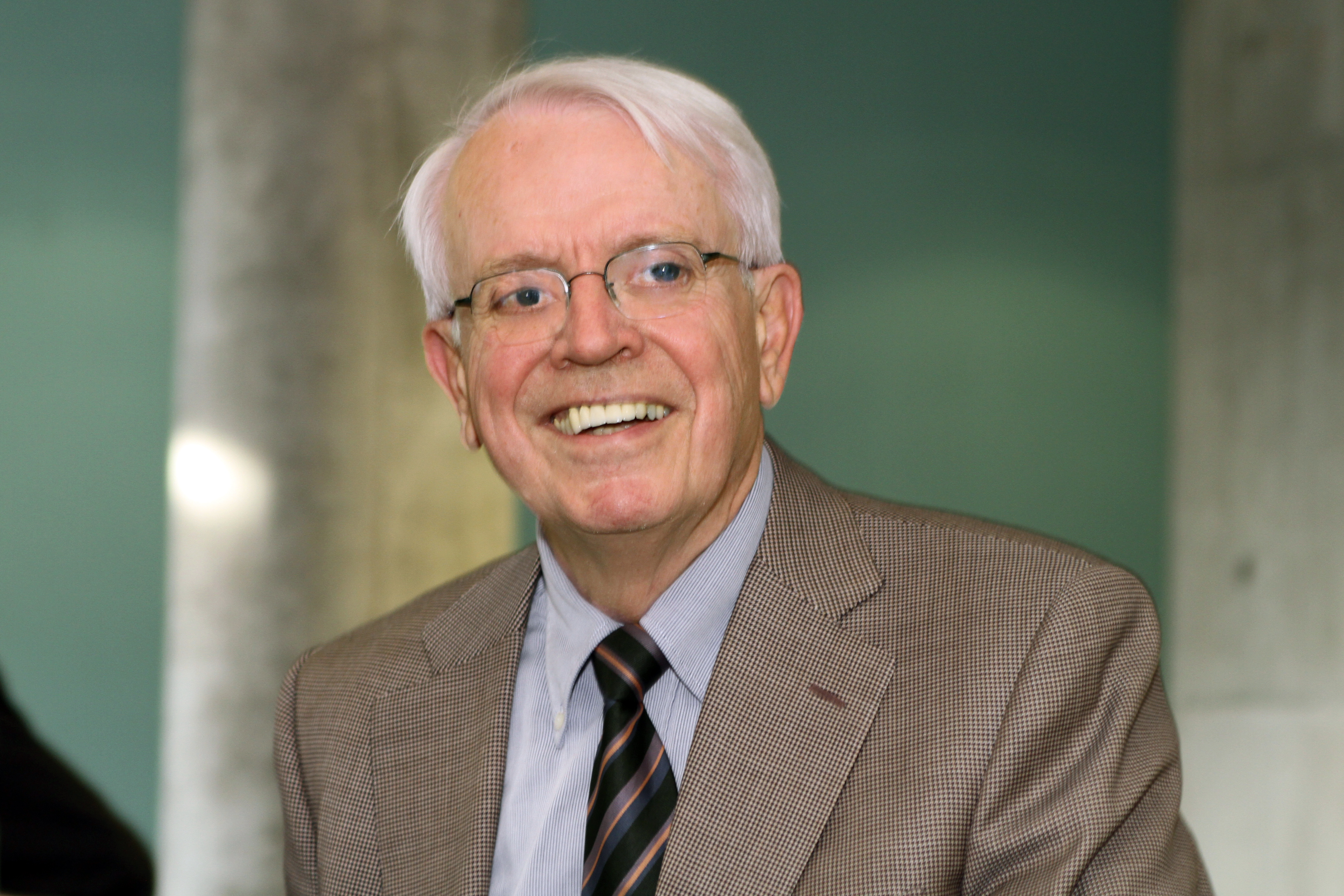
Joachim Seelig, 2012

Joachim Heinrich Seelig (* 29. März 1942 in Köln; † 15. August 2024 in Basel) war ein deutsch-schweizerischer Physikochemiker und Spezialist für NMR-Spektroskopie. Er war einer der Gründungsmitglieder des Biozentrums der Universität Basel.

## Leben
Joachim Seelig studierte von 1961 bis 1968 Chemie und Physik an der Universität zu Köln. 1968 promovierte er bei Manfred Eigen, Nobelpreisträger für Chemie, am Max-Planck-Institut für Physikalische Chemie in Göttingen. Anschließend forschte Seelig als Postdoktorand an der Stanford-Universität 1968/69 an Elektronenspinresonanz. 1970 wechselte er als Postdoktorand ans Institut für Physikalische Chemie der Universität Basel, wo er 1972 Gruppenleiter und Assistenzprofessor wurde. 1974 wurde er außerordentlicher Professor und von 1982 bis zu seiner Emeritierung 2012 Professor für Strukturbiologie am Biozentrum der Universität Basel.
1989 wurde er zum ordentlichen Mitglied der Academia Europaea gewählt.

## Wirken
Joachim Seelig entwickelte biophysikalische Methoden zur Untersuchung der Struktur und der thermodynamischen Eigenschaften von biologischen Zellmembranen. Die Wechselwirkung von Proteinen und Lipiden wurde mit EPR-Spektroskopie, Deuterium- und Phosphor-Kernmagnetischer Resonanz, Neutronenstreuung und kalorimetrischen Methoden untersucht. Die quantitative Charakterisierung der biologischen Membran wurde zum internationalen Standard für weiterführende theoretische Studien. Sein zweites Arbeitsgebiet waren Magnet Resonanz Bildgebung (MRI) und Magnet Resonanz Spektroskopie (MRS) an Mensch und Tier. Mit 13C-NMR konnte der Metabolismus im menschlichen und tierischen Gehirn nicht-invasiv verfolgt werden. Mit schnellen MRI-Bildgebungstechniken wurde die Tonotopie des menschlichen Gehirns beschrieben.

## Auszeichnungen
- 1987 Cloëtta-Preis[7]
- 1991 Bijvoet-Medal, Universität Utrecht, NL
- 1994 Heinrich Wieland Preis, München[8]
- 2000 Applied Physical Chemistry Award 2000, Europäischen Gesellschaft für Angewandte Physikalische Chemie[9]
- 2005 Avanti Award in Lipids, Biophysical Society (USA)[10]

## Publikationen (Auswahl)
- A. Seelig and J. Seelig, The dynamic structure of fatty acyl chains in a phospholipid bilayer measured by deuterium magnetic resonance. In Biochemistry 13, 4839-4845 (1974), PMID 4371820.
- J. Seelig, P.M. Macdonald, and P.G. Scherer, Phospholipid head groups as sensors of electric charge in membranes. In Biochemistry 26, 7535-7541 (1987), PMID 3322401
- N. Beckmann, I. Turkalij, J. Seelig and U. Keller, 13C NMR for the assessment of human brain glucose metabolism in vivo. In Biochemistry 30, 6362-6366 (1991), PMID 2054342
- A. Ziegler, P. Nervi, M. Dürrenberger, and J. Seelig, The Cationic Cell-Penetrating Peptide CPP(TAT) Derived from the HIV-1 Protein TAT is Rapidly Transported into Living Fibroblasts: Optical, Biophysical, and Metabolic Evidence. In Biochemistry 44, 138-148 (2005), PMID 15628854
- F. Zehender, A. Ziegler, H.-J. Schönfeld, and J. Seelig, Thermodynamics of protein self-association and unfolding, The case of apolipoprotein A-I. In Biochemistry 51, 1269–1280 (2012), PMID 22320308